# Пътен знак
Пътният знак е символ, който има определено значение и има за основна цел да регулира движението по пътищата, създадени от хората. Всички пътни знаци са събрани в правилник за движението по пътищата, заедно с други правила и разпоредби.

## Класификация

### Светофар
Светофарите са програмирани устройства, които на определен интервал от време предизвикват светването на лампа с характерен цвят. Официално цветовете са три – червено, жълто и зелено. Използват се главно за регулиране на трафика на кръстовища, като указват кои автомобили имат разрешение да потеглят и да преминат в съседни пътни ленти, спрямо установените пътни правила.